# らぐほのえりか
らぐほのえりかは、日本の漫画家、イラストレーター。女性。ペンネームの由来は「らぐほ」（サークル名）+「えりか」（本名）。

## 主な作品

### 漫画
- すくりぞ!（まんがタイムきららMAX）
- ちかのこ（pixivコミック）

### 挿絵
- 魔法幼女と暮らしはじめました。 (電撃文庫)

### アンソロジー
- デンキ街の本屋さん アナザークリエイター 4コマアンソロジー - TVアニメBlu-ray第1巻 コミックとらのあな限定版に付属。
- きんいろモザイク アンソロジーコミック2 (まんがタイムKRコミックス)
- ご注文はうさぎですか? アンソロジーコミック2 (まんがタイムKRコミックス)
- ステラのまほう アンソロジーコミック1 (まんがタイムKRコミックス)
- NEW GAME! アンソロジーコミック2 (まんがタイムKRコミックス)

### その他
- らしんばん - 公式マスコットキャラクターらんらん（魅野こだまデザイン）のイラストを担当。
- 温泉むすめ - 公式Twitter漫画、キャラクター原案（高山匠美）
- グリザイアの果実 - TVアニメ第4話提供バックイラスト
- マギアレコード 魔法少女まどか☆マギカ外伝 - 千秋理子・桐野紗枝のキャラクターデザイン・カードイラスト
- 倉吉八犬伝～時代を越えてお仕えします!!～ - マスコットキャラクター「はちお」のキャラクターデザインを担当。